# Maurane Proost
Maurane Proost is een Belgisch presentatrice en reportagemaker bij Karrewiet, het jeugdjournaal van de VRT.

## Biografie
Proost volgde de opleiding journalistiek aan Thomas More. Ze liep stage op de redactie van Karrewiet, waar ze vervolgens aan de slag kon in de redactie en als onzichtbare reporter. Tevens heeft ze als presentatrice gewerkt voor de radiozender MNM.
In 2017 won Proost de Belgodysséeprijs van dagblad Metro.
In september 2022 was ze voor het eerst op televisie te zien als reportagemaker in Karrewiet, samen met Jelle Mels, Meryem El Mandoudi, Annabet Ampofo en Amber Janssens. Haar eerste reportage ging over de start van het nieuwe schooljaar. Ook is ze te zien in TikTok-filmpjes van de VRT. Sinds januari 2023 is ze ook te zien als anker in de studio van Karrewiet.